# Sacra Famiglia con la libellula
La Sacra Famiglia con la libellula è un'incisione al bulino (24x18,6 cm) di Albrecht Dürer, databile al 1495 circa.

## Storia
L'opera viene datata al periodo immediatamente successivo ritorno dell'artista a Norimberga dopo il primo viaggio in Italia, nel 1495. Il tema della Sacra Famiglia gli fu probabilmente ispirato da un'incisione del pittore mediorenano conosciuto con il nome di "Maestro del Libro di Casa" o "Maestro del Gabinetto di Amsterdam".

## Descrizione e stile
L'incisione deve il suo nome all'insetto raffigurato in basso a destra, che a dispetto del nome tradizionale sembra più una farfalla. 
Maria è in uno spazio delimitato da un muro (simbolo mariano medievale dell'hortus conclusus), seduta su di un sedile erboso e, mentre Giuseppe dorme sdraiato a terra, ella solleva il Bambin Gesù e l'osserva teneramente. In cielo, in corrispondenza della Vergine con il Bambino, è Dio Padre con la colomba dello Spirito Santo. Al di là del recinto con il cancello chiuso, è un ampio paesaggio marino incorniciato da monti. 
Il profondo legame tra le figure e il paesaggio sullo sfondo era l'elemento che fin dall'inizio rese famosi i lavori grafici di Dürer al di là dei confini tedeschi. D'altra parte, il gioco delle pieghe della ricchissima veste di Maria dimostra quanto la sua arte facesse ancora riferimento alla tradizione tedesca tardogotica, mentre dell'esperienza del suo soggiorno italiano non c'è ancora traccia. 
Seguendo l'esempio di Schongauer, che egli aveva scelto a suo modello, Dürer ha siglato il foglio al margine inferiore con una prima versione di quel suo monogramma divenuto poi tanto famoso, qui eseguito con lettere che sembrano gotiche.